# Lukáš Konečný
Lukáš Konečný (* 19. července 1978 Brno) je bývalý český boxer, bývalý mistr světa ve velterové váze, trenér a politik. Kariéru profesionálního boxera ukončil v dubnu 2013 a následně se začal věnovat trénování, přičemž učí například Fabianu Bytyqi a Lucii Sedláčkovou. Od roku 2014 je zastupitelem města Ústí nad Labem a městského obvodu Ústí nad Labem-Severní terasa (v letech 2015 až 2021 též radní města), nestraník za hnutí UFO.

## Amatérská kariéra
Svůj první zápas absolvoval ve 14 letech. Jako junior se stal čtyřnásobným českým mistrem, v kategorii seniorů zvítězil dokonce pětkrát. V roce 1995 obsadil na juniorském mistrovství Evropy druhé místo.
Účastnil se řady mezinárodních turnajů, z nichž si cení zejména druhé místo na turnaji Córdoba Cardin na Kubě či vítězství na Grand Prix v Ústí nad Labem. V letech 1997 a 1999 vybojoval na mistrovství světa v těžké konkurenci dvě bronzové medaile. Posléze reprezentoval na olympijských hrách 2000 v Sydney, kde patřil rovněž k adeptům na medaili, avšak podlehl hned v prvním utkání Mohamedu Allaloumu z Alžírska.

## Profesionální kariéra
K profesionálům přestoupil v roce 2001, když podepsal smlouvu s německou stájí Sport Events Steinforth (SES). Své první utkání vyhrál již po 17 sekundách. V roce 2010 vybojoval titul evropského šampiona organizace EBU v lehké střední váze, který následně v prosinci 2010 v Praze obhájil. V letech 2006 a 2011 vybojoval dvakrát titul interkontinentálního mistra organizace WBO. V roce 2006 se stal také interkontinentálním mistrem IBF, když porazil Ante Bilice. Jedním z jeho nejdůležitějších utkání byl v roce 2008 souboj o titul mistra světa WBO v lehké střední váze proti neporaženému Ukrajinci Serhijovi Dzinzirukovi. Podlehl mu na body v těsném souboji, když verdikt mohl být i opačný, což nepřímo po utkání přiznal i Ukrajinec. Společně s Rudolfem Krajem jsou jedinými českými boxery, kteří bojovali o světový titul. Dne 5. dubna 2012 se stal mistrem světa organizace WBO v lehké střední váze, když v Brně porazil svého soupeře Salima Larbiho knock-outem v 7. kole. V říjnu stejného roku prohrál v Kyjevě se Zaurbekem Bajsangurovem a o titul přišel.
Na přelomu roku 2012 a 2013 se rozhodl přestoupit do vyšší váhové kategorie a usilovat o úspěchy ve střední váze. 23. března 2013 nastoupil v Magdeburgu proti Karimu Achourovi z Francie k zápasu o titul mistra Evropy WBO. V zápase musel být několikrát podroben kontrole lékaře, po druhém zranění v polovině 12. kola ringový rozhodčí zápas ukončil a nechal bodové rozhodčí určit výsledek. Ten byl 3:0 pro Konečného, který tím získal evropský titul.
19. dubna Lukáš Konečný oficiálně pověsil rukavice na hřebík po porážce s Peterem Quillinem (USA) na body 3:0. Ukončení své profesionální kariéry avizoval Lukáš dlouho dopředu. Za svoje poslední vystoupení na americké půdě byl zahraničními sportovními médii pochválen.
Svoji profesionální kariéru ukončil v dubnu 2013.
Do ringu se vrátil na události XFN 15 v O2 areně 27. prosince 2018, kde po 8 kolovém zápase na body porazil Matúše Babiaka.

## Politické působení
V komunálních volbách v roce 2002 kandidoval jako nestraník za subjekt Sdružení pro zdraví, sport a prosperitu (SZSP) do Zastupitelstva města Ústí nad Labem, ale neuspěl. Stejně tak ve volbách v letech 2006 (nestraník za hnutí Alternativa pro Ústí (AÚ)) a 2010 (nestraník a lídr kandidátky Evropské strany důstojného stáří (ESDS)).
V komunálních volbách v roce 2014 byl zvolen jako nestraník za UFO zastupitelem města Ústí nad Labem. Na kandidátce původně figuroval na 11. místě, ale vlivem preferenčních hlasů skončil první. V červnu 2015 se stal radním města. Ve volbách v roce 2018 obhájil jako nestraník za UFO post zastupitele města Ústí nad Labem. Na kandidátce původně figuroval na 7. místě, ale vlivem preferenčních hlasů skončil třetí. V listopadu 2018 se stal radním města pro oblast sportu. Na začátku února 2021 byl z funkce radního odvolán.
Kandidoval též do Zastupitelstva městského obvodu Ústí nad Labem-Severní terasa. V komunálních volbách v roce 2006 jako nestraník za hnutí Alternativa pro Ústí (AÚ), ve volbách v roce 2010 jako nestraník a lídr kandidátky Evropské strany důstojného stáří (ESDS)). Ani jednou neuspěl. Zvolen byl až ve volbách v roce 2014 jako nestraník a lídr UFO. Ve volbách v roce 2018 mandát obhájil, opět jako nestraník a lídr UFO.

## Osobní život
Narodil se v Brně, ale většinu života prožil v Ústí nad Labem. Vystudoval gymnázium. V roce 2000 se oženil, s manželkou Jarkou vychovávají tři dcery.
V březnu 2020 se nakazil covidem-19. Dne 29. března 2020 oznámil, že se vyléčil.